# Stare Szpaki
Stare Szpaki ['stare-'szpaki] es una aldea de Gmina Stara Kornica, en el Distrito de Łosice, Voivodato de Mazovia, en el centro-oriente de Polonia.
El pueblo tiene una población de 200 habitantes.